# Nora Janečková
Nora Janečková (* 26.1.1973) je česká pedagožka, moderátorka a dramaturgyně. Vystudovala Filozofickou fakultu Masarykovy univerzity v Brně, obor český jazyk a literatura, filozofie.

## Kariéra
V letech 1996–1997 spolupracovala s Českou televizí Televizní studio Brno při moderování Magazínu pro ženy. Od roku 1997 byla redaktorkou a moderátorkou zpravodajství. Mezi lety 2004–2006 působila na Vyšší odborné škole veřejně správní v Brně. Od roku 2007 je dramaturgyní pořadu Sama doma vysílaného z Brna. V roce 2008 začala moderovat pořad zpravodajského kanálu ČT24 Před půlnocí. V současné době též učí na Biskupském gymnáziu Brno Český jazyk a literaturu.

## Rodina
V roce 2002 se ji narodila dcera Mariana, zajímavostí je, že Nora, její manžel Radslav a dcera Mariana mají narozeniny v rozmezí pěti dnů. Syna Richarda porodila o dva roky později- tam bohužel datová blízkost nevyšla.